# Morti nel 902
| Questa pagina contiene informazioni ricavate automaticamente dalle voci biografiche con l'ausilio del template Bio e di un bot. L'aggiornamento è periodico e automatico e ricostruisce completamente la pagina. Se manca una persona in questa lista, sei pregato di non aggiungerla, ma accertati piuttosto che la sua voce biografica contenga il template Bio e che i dati anagrafici siano correttamente compilati. Se il template Bio manca, inseriscilo tu stesso o, in alternativa, metti l'avviso {{tmp\|Bio}} che ne segnala la mancanza. Se i dati riportati sono sbagliati, correggi direttamente la voce biografica; le modifiche saranno visibili in questa lista entro pochi giorni. Per chiarimenti vedi il progetto biografie. La lista contiene solo le 7 persone che sono citate nell'enciclopedia e per le quali è stato implementato correttamente il template Bio. Pagina aggiornata al 10 giu 2025. |

- 5 aprile - Al-Muʿtaḍid, califfo
- 23 ottobre - Ibrahim II, emiro (n. 850)
- 5 dicembre - Ealhswith, sovrana britannica
- 13 dicembre - Aethelwald, condottiero inglese
- Garibaldo, vescovo italiano
- Roberto di Blois, conte
- ʿAmr ibn al-Layth, emiro persiano